# رواية الخوف والبغض في لاس فيغاس
الخوف والبغض في لاس فيغاس: رحلة وحشية إلى قلب الحلم الأمريكي، هي رواية صدرت في عام 1971 كتبها هنتر تومسون ورسمها رالف ستيدمان. الكتاب عبارة عن مفتاح موسيقي روماني، مُتجذر في حوادث السيرة الذاتية. تدور القصة حول البطل راؤول ديوك ومحاميه الدكتور غونزو، عندما جاؤوا إلى لاس فيغاس لمطاردة الحلم الأمريكي في الضباب الناجم عن المخدرات، والتأمل في فشل الحركة المناهضة للثقافة في الستينيات، هذا العمل يعتبر الأكثر شُهرة لتومسون، وقد عُرف بأوصافه المتغطرسة لتعاطي المخدرات غير المشروعة واستعراضه المبكر لثقافة الستينيات. أصبح مزيج تومسون الذاتي للغاية من الحقائق والخيال، الذي أكسبه شعبيته، معروفاً باسم صحافة جونزو. ظهرت الرواية لأول مرة كسلسلة من جزئين في مجلة رولينغ ستون في عام 1971، ونشرت ككتاب في عام 1972.
وعُدلت لاحقًا في فيلم يحمل نفس العنوان في عام 1998 من قبل تيري جيليام، بطولة جوني ديب وبينيسيو ديل تورو الذين صوروا راؤول ديوك والدكتور جونزو، على التوالي.

## النشأة
تستند رواية الخوف والبغض في لاس فيغاس على رحلتين إلى لاس فيغاس، نيفادا، التي أجراها هنتر س. تومسون مع المحامي والناشط تشيكانو أوسكار زيتا أكوستا في مارس وأبريل 1971.  قد نتجت الرحلة الأولى عن كشف تومسون، لما كان يكتبه لمجلة رولينج ستون عن الصحفي التلفزيوني المكسيكي الأمريكي روبن سالازار، الذي أطلق عليه ضباط إدارة عمدة مقاطعة لوس أنجلوس النار وقتلوه بقنبلة غاز مسيل للدموع أطلقت من مسافة قريبة خلال مسيرة الوقف الاختياري الوطنية لشيكانو ضد حرب فيتنام في عام 1970. كان تومسون يستخدم أكوستا -وهو ناشط سياسي ومحام مكسيكي أمريكي بارز- كمصدر مركزي للقصة، ووجد الاثنان صعوبة في أن يتحدث مكسيكي بني البشرة بصراحة مع مراسل أبيض في الجو المتوتر عنصريًا في لوس أنجلوس، كاليفورنيا. احتاج الاثنان إلى مكان أكثر راحة لمناقشة القصة وقررا الاستفادة من عرض من «الرياضة المصورة» لكتابة تعليقات على ة الصور الفوتوغرافية لسباق النعناع 400 الصحراوي السنوي الذي يقام في لاس فيغاس في الفترة من 21 إلى 23 مارس 1971.
كتب تومسون أنه اختتم رحلته في شهر مارس/ آذار بقضاء بعض الساعات، 36 ساعة، بمفرده في غرفة في الفندق «أكتب بحماس في دفتر مذكراتي» عن تجاربه. أصبحت هذه الكتابات نشأة الخوف والبغض في لاس فيغاس: رحلة وحشية إلى قلب الحلم الأميركي.
إن ما كان في الأصل عبارة عن مهمّة مصورة مؤلفة من 250 كلمة لصحيفة الرياضة المصورة قد نما إلى قصة مصورة مطولة لرولينج ستون؛ وقال تومسون إن الناشر جان فينر كان «يحب الصفحات العشرين الأولى أو المتشابكة بما يكفي لأخذها على محمل الجد بشروطها الخاصة وجدولتها مؤقتًا للنشر - ما أعطاني الدفعة التي احتاجها لمواصلة العمل عليها». وكان قد قدم أولًا مخطوطة  مؤلفة من 2500 كلمة إلى مجلة الرياضة المصورة «رفضت بشدة».
بعد أسابيع عاد تومسون وأكوستا إلى لاس فيغاس لتقديم تقرير لرولينج ستون عن مؤتمر الرابطة الوطنية للمدعين العامين حول المخدرات والعقاقير الخطرة الذي يعقد في الفترة من 25 إلى 29 أبريل 1971، وإضافة مواد إلى رواية الخوف والبغض الأكبر. وإلى جانب حضور مؤتمر المحامين، بحث تومسون وأكوستا عن طرق في فيغاس لاستكشاف موضوع الحلم الأميركي، الذي كان أساس النصف الثاني من الرواية، والذي أشار إليه تومسون في ذلك الوقت باسم «فيغاس الثانية».
في 29 أبريل 1971، بدأ تومسون كتابة المخطوطة الكاملة في غرفة فندق في أركاديا، كاليفورنيا، في وقت فراغه في أثناء إكمال «الهدير الغريب في أزتلان»، المقال الذي يؤرخ وفاة سالازار. انضم تومسون إلى مجموعة من تجارب فيغاس ضمن ما أسماه «إطارا خيالياً في الأساس»، وصف رحلة فريدة مجانية إلى فيغاس تتخللها تراخيص إبداعية.